# Page Up a Page Down

Klávesy Page Up a Page Down (vpravo)

Page Up a Page Down (zkráceně PgUp a PgDn) jsou dvě speciální klávesy na počítačové klávesnici.
Obě slouží k  rychlému listování dokumentem, Page Up (z angl. Up, nahoru) posune dokument o jednu obrazovku nahoru (o tu část dokumentu, která je právě zobrazena) a klávesa Page Down posune o jednu obrazovku dolů. V některých aplikacích se může vzdálenost lišit, zpravidla však platí že vzdálenost posunutí po zmáčknutí Page Up nebo Page Down je větší než po zmáčknutí šipek nebo po posunutí kolečkem na myši.
Klávesy jsou umístěny v pravé části prostředního „bloku“ klávesnice vedle kláves Home a End. Klávesa Page Up je umístěna výše než Page Down.